# R.e.m.IX
r.e.m.IX er et remix album af det amerikanske alternative rockband R.E.M. udgivet i 2002. Albummet indeholder remixede udgaver af sange fra deres album Reveal fra 2001. Reveal blev givet til nogle remixere for at se hvad de kunne gøre med numrene, og bandets favoritter blev samlet på dette album. Ud af de tolv originale numre på Reveal er de seks på r.e.m.IX, der er to forskellige versioner af "The Lifting" og fire af "I've Been High".
Albummet blev aldrig udgivet kommercielt men har været gratis at hente fra bandets hjemmeside.

## Spor
Alle sange er skrevet af Bill Berry, Peter Buck, Mike Mills og Michael Stipe, hvis ikke andet er noteret.
1. "The Lifting" (Now It's Overhead mix af Andy Lemaster) – 4:41
2. "The Lifting" (Knobody/Dahoud Darien for 12 Nations) – 5:07
3. "I'll Take the Rain" (Jamie Candiloro) – 6:11
4. "She Just Wants to Be" (Jamie Candiloro) – 5:03
5. "I've Been High" (Matthew "Intended" Herbert) – 5:19
6. "I've Been High" (Knobody/Dahoud Darien for 12 Nations) – 4:01
7. "I've Been High" (Chef) – 4:56
8. "I've Been High" (Her Space Holiday/Marc Bianchi) – 5:01
9. "Beachball" (Chef) – 6:16
10. "Summer Turns to High" (Her Space Holiday/Marc Bianchi) – 4:25